# Doodstraf in Iran

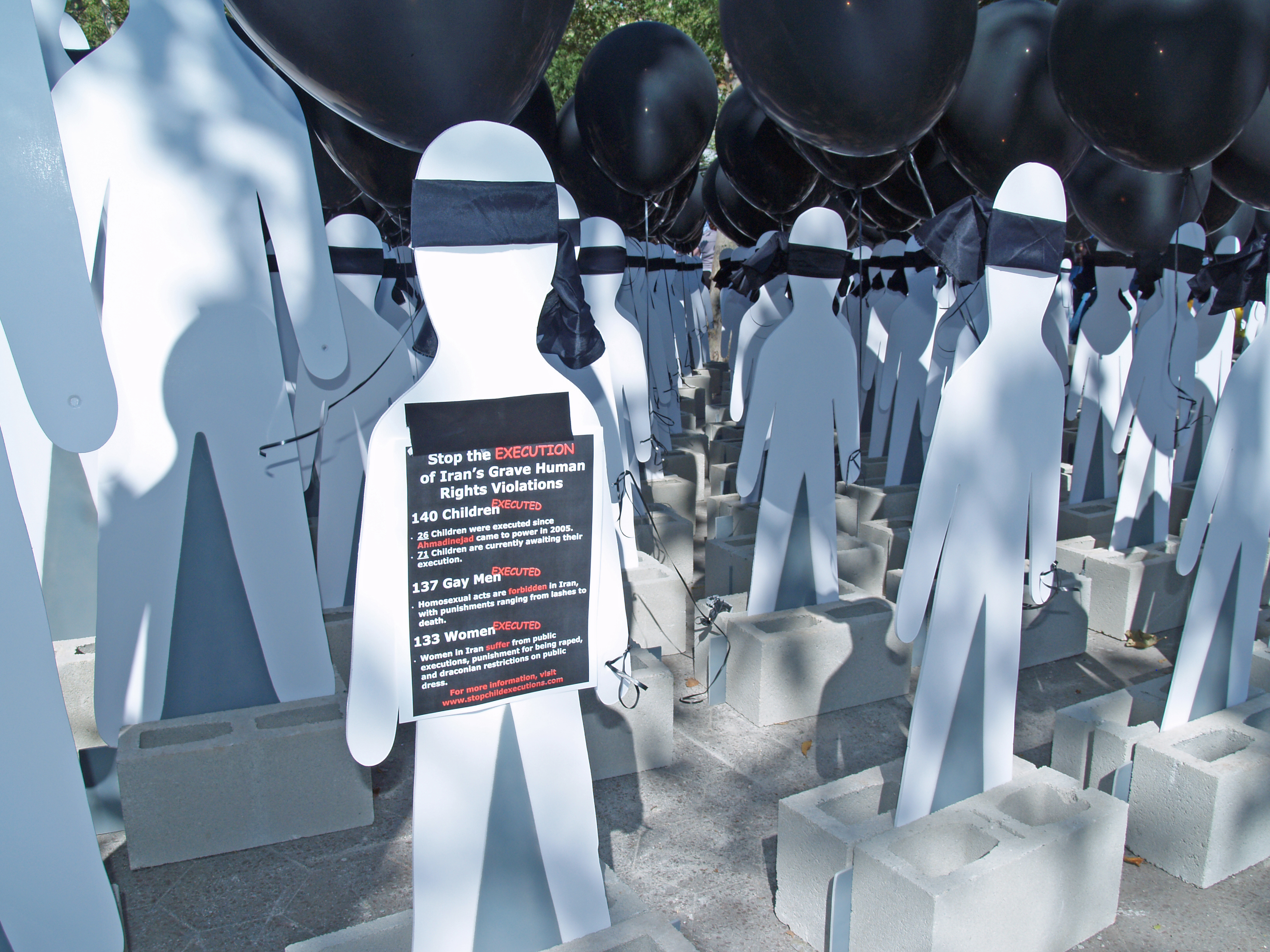
Protestactie tegen de doodstraf in Iran voor het gebouw van de Verenigde Naties tijdens een toespraak van Mahmoud Ahmadinejad in 2008.

Evenals in sommige andere islamitische landen maakt in Iran de doodstraf deel uit van de sharia, de islamitische wetgeving. De doodstraf kan hierdoor worden opgelegd door religieuze rechtbanken voor onder meer moord, prostitutie, pornografie, homoseksueel contact tussen volwassenen, afvalligheid van de islam en overspel. Voor zover bekend zijn in Iran in 2013 660 personen geëxecuteerd (het werkelijke aantal ligt waarschijnlijk hoger). De enige manier om onder de doodstraf uit te komen is door genade van het slachtoffer of diens familie te krijgen.

## Gebruikte methoden
In Iran worden verschillende methoden gebruikt om veroordeelden te executeren. Methoden die in Iran worden toegepast zijn ophanging, steniging, fusillade en onthoofding. 

### Ophanging
De meest toegepaste methode in Iran is ophanging. Dit kan in het openbaar gebeuren of in een gevangenis. Tot ongeveer 2007 vonden veel ophangingen in het openbaar plaats. Vaak werd de veroordeelde met de strop om de nek met een kraan omhooggetild: hierdoor kon het soms wel enkele minuten duren voordat een veroordeelde het bewustzijn verloor en kon het tot drie kwartier duren voordat de dood intrad. Mede doordat er internationaal steeds meer ophef ontstond over het steeds groter wordende aantal openbare executies, voerde Iran in 2008 de meeste ophangingen binnen de gevangenismuren uit. In oktober 2013 werden zestien gevangenen opgehangen als vergelding voor het doodschieten van een gelijk aantal grenswachten kort daarvoor door een gewapende groep.

### Steniging
Steniging kan volgens de islamitische wet opgelegd worden voor overspel voor getrouwde mannen en vrouwen (ongetrouwde mannen en vrouwen die seksueel contact hebben met iemand krijgen zweepslagen). Hoe vaak precies de straf wordt opgelegd en uitgevoerd is onbekend. In december 2002 kondigde Ayatollah Shahroudi een moratorium op steniging aan na zware internationale druk, maar zeker is dat sindsdien nog enkele mensen zijn gestenigd.

### Fusillering en onthoofding
Fusillering wordt zelden toegepast als executiemethode. Alhoewel onthoofding in het wetboek van Iran genoemd wordt als mogelijke methode om de doodstraf te voltrekken, wordt deze straf voor zover bekend niet toegepast.

## Minderjarigen
Iran heeft het internationale verdrag inzake de rechten van het kind ondertekend. Dit verdrag verbiedt de doodstraf voor minderjarigen. Desalniettemin is Iran verantwoordelijk voor naar schatting ongeveer twee derde van het aantal ter dood gebrachte minderjarigen. In 2007 wachtten ten minste 71 minderjarigen op voltrekking van hun doodstraf. Volgens het huidige rechtssysteem kan iemand in Iran ter dood veroordeeld worden vanaf de puberteit: voor jongens is dit in de praktijk vijftien jaar, voor meisjes negen jaar. Er is een wetsvoorstel ingediend om de doodstraf voor minderjarigen af te schaffen en te vervangen door vijf jaar gevangenisstraf. Desondanks komen executies van minderjarigen tot op de dag van vandaag voor. 